# Letov Š-328
Letov Š-328 byl v letectvu předválečného Československa nejrozšířenějším jednomotorovým pozorovacím a lehkým bombardovacím. Na sklonku 30. let 20. století byl s 338 kusy celkově druhým nejpočetněji zastoupeným typem letounu ve výzbroji československého letectva, po stíhací Avii B-534.

## Vznik a vývoj
Již v roce 1928 nabídla letecká firma Letov čs. ministerstvu národní obrany (MNO) nový typ průzkumného dvouplošníku Letov Š-28. Kvůli nevyhovujícímu motoru však byla produkce tohoto letadla zamítnuta. Proto došlo k dalším pracím ve vývoji, takže v roce 1931 byl představen letoun Letov Š-128, které byly v počtu čtyř kusů dodány do Estonska pod označením Š-228E. MNO si objednalo 16 kusů, přičemž výkony stroje nebyly nijak valné. Dalším vývojovým typem byl Letov Š-228, který byl představen ve Finsku a v Pobaltí, přičemž Finové požadovali na stroji některé úpravy. Dne 19. července roku 1933 vzlétl další následovník této řady s továrním označením Letov Š-328.1 poháněný hvězdicovým motorem Walter Pegas II-M2, který byl reakcí na finské připomínky.
Z obchodu nakonec sešlo pro nedodržení termínu předání prototypu ke dni 15. května 1933 a firma Letov nabídla letadlo čs. MNO. Československá armáda stroj po zkouškách vrátila a požadovala některé úpravy. Letoun měl podle nových specifikací plnit čtyři úlohy: pozorovací, zvědnou, bombardovací a noční stíhací. Došlo k přepracování konstrukce prototypu na Š-328MNO (také Š-328FM). Následně byl prototyp předán VTLÚ k vyzkoušení. Při zkušebním letu dne 25. března se zkušebnímu pilotu VTLÚ čet. Taiberovi nepodařilo zastavit otáčení ve vývrtce a byl nucen opustit neovladatelný stroj na padáku.
První sérii těchto letadel již s licenčním motorem Walter Pegas II-M2 si MNO objednalo v prosinci 1934 v počtu 62 kusů, ještě v době zkoušek Š-328 MNO ve výzkumném leteckém technickém ústavu. Předání proběhlo v roce 1935. Stroj výrobního čísla 2 nebyl do výrobní série zahrnut, továrna jej vyčlenila pro další vývoj. Letouny výrobních čísel 18 až 21 byly opatřeny plováky britské společnosti Short a přeznačeny na vojenské číslování Š-328v.2 až Š-328v.5. Měly přestavěnou přední část trupu pro zástavbu vlečného zařízení nástřelného rukávu a byly vybaveny radiostanicí. Letouny výrobních čísel 48 až 62 byly vystrojeny pro noční létání a nesly označení Š-328n. Stroj výrobního čísla 17 byl určen pro lámací zkoušky. Osm kusů mělo instalovanou dodatečnou palivovou nádrž pro dálkové propagační lety do zahraničí. Letouny I. série se od prototypu odlišovaly novou výzbrojí a výstrojí, která zahrnovala pumy Fumo a fotokulomet. Byly vybaveny schránkami na prázdné nábojnice pod křídly, zákryt kulometné lafety a vlastní náhon spouštěče motoru. Lanové ovládání fletnerů na výškovce nahradila soustava táhel. Trup byl v zadní části zvýšen a zvětšila se i plocha směrovky.
Roku 1935 objednalo MNO druhou sérii dalších 75 kusů Š-328. Tyto letouny neměly kulomety v horním křídle, ale měly zvětšenou olejovou nádrž a standardně montovanou přídavnou palivovou nádrž v trupu. Výrobní číslo 121 bylo testováno s třílistou kovovou vrtulí Letov. Letoun výrobního čísla 137 byl testován s dřevěnou karosérií na trubkové kostře trupu, od které se očekávalo zrychlení a zlevnění výroby.
25 letounů III. série, dodaných v roce 1936, mělo dřevěnou karosérii odzkoušenou na Š-328.137. Ostruha byla vybavena vyměnitelnou litinovou botkou.
Počínaje IV. výrobní sérií použila společnost Letov hydropneumatické tlumiče ostruhy. Pod křídly měly umístěny dva tandemové závěsníky pro těžké pumy a u pozorovatele úpravu pro použití fotokamery A-I-34. Později se na standard IV. série upravovaly i letouny předchozích dodávek. Čtyři exempláře měly vybavení k pilotnímu výcviku v létání bez vnější viditelnosti. 110 kusů této série bylo dodáno s výrobními čísly 136-272 v roce 1937.
Dalších 40 strojů V. série z roku 1938 mělo vylepšený motor Pegas III-M2, instalovaný palubní telefon, nové elastické zavěšení palubních desek, gyroskopický polohoměr a zesílené vzpěry podvozku. Celá série obdržela dvojí řízení, úpravu pro lety bez vidu a zařízení pro vlek nástřelných rukávů. Vidlice ostruhy byla zesílena, botku nahradilo kolečko. Dosavadní licenční pohonná jednotka Walter Pegas II-M2 o vzletovém výkonu 427 kW byla nahrazena výkonnější verzí III-M2 o vzletovém výkonu 545 kW.
Ve stejném roce bylo dodáno také 69 Š-328 VI. série bez dvojího řízení, bez úpravy pro let bez vidu a bez zařízení pro vlek rukávů.
Poslední VII. výrobní série z roku 1939 již byla dokončena po německé okupaci. Od letounu výr. č. 388 se stroje odlišovaly přepracovaným soupáčím přípustě motoru podle nařízení RLM a německých zvyklostí. Tato modifikace byla aplikována na všech Š-328, které Němci ukořistili. Posledních šest vyrobených kusů (výr. č. 407-412) bylo dodáno 20. října 1939 Slovensku.
Od počátku programu Š-328 se Letov pokoušel o další vývoj typu. Již 8. září 1933 poprvé vzlétl druhý prototyp Letov Š-428.1 s kapalinou chlazeným vidlicovým dvanáctiválcem Avia Vr-36 s nominálním výkonem u země 478 kW, o který však neprojevila armáda zájem.
MNO však svolilo na témže draku odzkoušení další pohonné jednotky, dvouhvězdicového čtrnáctiválcového motoru Gnome-Rhône 14Krsd Mistral Major, vyráběný v Československu licenčně jako Walter Mistral, o výkonu 588 kW. Vznikl tak prototyp Letov Š-528.1 (imatrikulace OK-VOE), který v červenci 1937 ustavil poslední národní výškový rekord s nákladem 500 kg své kategorie výkonem 8849 m. Ten si objednalo v počtu 6 ks (OK-PAK, -PAL, -PAM, -PAO, -PAP a -PAQ) ministerstvo veřejných prací pro Četnické letecké hlídky, ale letadla nakonec skončila u vojenského letectva. Jako náhradu ministerstvo vnitra převzalo pro své ČLH od MNO šest kusů Š-328 s kompletní výzbrojí a výstrojí.

## Popis letounu
Letov Š-328 byl víceúčelový dvoumístný jednomotorový dvouplošník s pevným záďovým podvozkem. Do roku 1939 bylo vyrobeno kolem 440 kusů letounů řady Š-28, z toho 412 Š-328. Trup letounu měl celokovovou příhradovou konstrukci z CrMo trubek. Přední část trupu byla snýtovaná a sešroubovaná, zbytek byl svařovaný. Karosérie měla potah z duralového plechu a spodek letounu byl potažen plátnem. Část duralových plechů byla odnímatelná.
Prostory pilota i pozorovatele/střelce byly otevřené, prostor pilota byl chráněn větrným štítkem. Křídla měla celokovovou konstrukci, sestávající ze dvou nosníků, žeber, rozpěrných trubek a výztužných drátů. Podvozek byl pevný, záďový o rozchodu 2,6 m. Hlavní podvozek měl pneumatické tlumiče a byl opatřen pneumatickými brzdami. Pohonnou jednotkou letadla byl vzduchem chlazený hvězdicový devítiválec Walter Pegas II-M2 o výkonu 427 kW, popř. silnější Pegas III-M2 o výkonu 545 kW. Motor kapotovaný krytem NACE poháněl dvoulistou dřevěnou pevnou vrtuli o průměru 3,55 m.
Výzbroj tvořily dva kulomety vz. 30 (ráže 7,92 mm) ve spodním křídle a pohyblivý dvojkulomet stejné ráže na lafetě Škoda Šu-31, který ovládal pozorovatel/střelec. Výbavu pro bombardování tvořilo zpočátku 6 závěsníků pod dolním křídlem a jeden větší pod trupem. Později se dvojice závěsníků pro těžší pumy objevily i pod křídly, přičemž náklad pum mohl dosáhnout až 500 kg. Pro pozorování byl letoun vybaven ruční kamerou A-I-25 (popř. A-I-34), a pevnou kameru A-II-30 (A-III-30).

## Operační nasazení

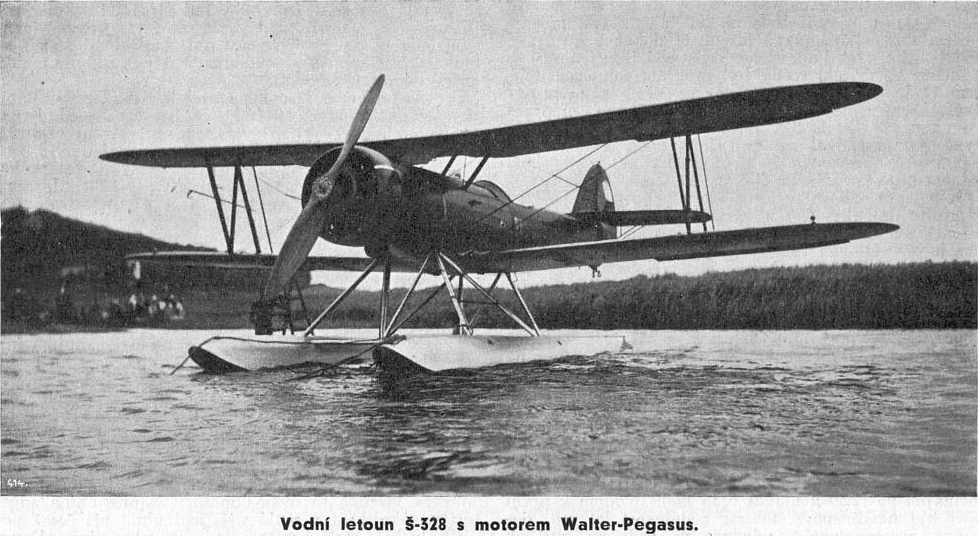
Plovákový Letov Š-328V

První sériové letouny Š-328 dostaly smíšené pluky - 1. v Praze, 2. v Olomouci a 3. v Piešťanech. V druhé polovině 30. let představovaly tyto univerzální dvouplošníky značnou bojovou sílu československého vojenského letectva. Mohly sloužit jako pozorovací, lehké bombardovací nebo dokonce jako noční stíhací letouny.
V době Mnichovské krize mělo naše letectvo k dispozici celkem 314 letounů Letov Š-328, z toho 227 u operačních letek a 87 kusů se nacházelo ve skladech. Další stroje byly před dokončením. Do boje se Š-328 13. letky prvně dostaly 13. října 1938 v oblasti Berehova ležícího na Podkarpatské Rusi (nyní Zakarpatská oblast Ukrajiny). Útoky proti československým pohraničním jednotkám ze strany letectva Maďarského království probíhaly na jižním Slovensku a na Podkarpatské Rusi. Maďaři na Podkarpatské Rusi začali vyvolávat pohraniční šarvátky, které posléze přerostly v nevyhlášenou válku. Dne 25. října byl v okrese Komárno maďarskou stíhačkou Fiat CR.32 sestřelen letoun Š-328.237 10. pozorovací letky leteckého pluku 3, přičemž zahynul pozorovatel Jaromír Šotola. Tyto letouny bohužel neměly pancéřovou ochranu prostoru osádky  a zpočátku ani chráněné palivové nádrže (ty ovšem byly doplňovány během generálních oprav).
Po obsazení zbytku republiky 15. března 1939 Němci ukořistili celkem 338 sestavených letounů Letov Š-328 a dalších 20 ve výrobě. Ukořistěná letadla používaly německé jednotky zejména pro výcvik v pilotních školách, stroje s vybavením pro noční létání sloužily pro kondiční výcvik u nočních stíhacích perutí. Roku 1939 prodali Němci 62 kusů Š-328 carskému Bulharsku, kde dostaly pojmenování „Vrana“. Německo je prodalo svému satelitu za 40% původní ceny. Sloužily až do poloviny roku 1942 u 161. letky jako spojovací a protiponorkové hlídkové, například nad okupovanou Makedonií a Černým mořem.
Po vyhlášení nezávislosti Slovenského státu (14. března 1939) byly letouny Š-328 dislokované na Slovensku zařazeny do výzbroje slovenského letectva. Jednalo se o 45 letadel, další stroje získali Slováci od Němců po dokončení výroby dalších 19 exemplářů, takže jich u Slovenských vzdušných zbraní bylo celkem 64 ks. 23. a 24. března 1939 byly Š-328 prvně bojově nasazeny proti maďarským jednotkám pronikajícím na východní Slovensko. Slovenské Š-328 se po boku Luftwaffe podílely na útoku proti Polsku na podzim roku 1939 a operační nasazení je čekalo i na východní frontě roku 1941. Slovenští letci se s třiceti svými letouny Letov Š-328, zařazenými u pozorovacích letek (1. zvědná Žilina, 2. zvědná Spišská Nová Ves, 3. zvědná Nitra), zúčastnili i německého vpádu do SSSR, avšak od konce července 1941 byli postupně odesíláni zpět do vlasti. V červnu 1942 byla na východní frontu odeslána pozorovací letka 1 se šesti Š-328, která tam působila až do roku 1943. Kromě pozorovacích a spojovacích letů se Š-328 účastnily i několika náletů proti partyzánům.
Dne 29. srpna 1944 vypuklo Slovenské národní povstání (SNP) do kterého zasáhly i letouny Letov Š-328 Kombinované letky z letiště Tri Duby (původně 7 letounů, po přeletu ze Sovětského svazu přibyly další dva), 41. letky z Popradu a jednotky Leteckého parku na letišti Mokraď. Stroje byly s označením povstaleckými znaky používány Slovenským povstaleckým letectvem jako průzkumné, pozorovací, bitevní a bombardovací, přičemž Němcům působily ztráty zejména u pozemního vojska a zásobování nálety na německé kolony a postavení. Těžištěm operací „šmolíků“ v průběhu SNP byly průzkumné lety, bombardování německých kolon a útoky na nepřátelské postavení. Proto v bojovém nasazení během SNP obvykle nosily jen lehkou výzbroj šesti 10 nebo 20  kg pum nebo čtyř 50 kg, aby byly letouny obratné a bylo možné pumy přesněji shazovat při hloubkových náletech prováděných pod úhlem 30-45° - puma z centrálního závěsníku by poškodila vrtuli. „Kravky“, jak slovenští letci přezdívali zastaralé Š-328, nejenže neměly mnoho šancí proti stíhačům Luftwaffe, ale stávaly se snadným terčem dělostřelectva Wehrmachtu a v mnohých případech i pěchoty.  Během bojů však byla sestřelena ve vzdušném souboji pouze jedna "kravka" letounem Ju 87. V dalších dvou soubojích naopak byli úspěšní povstalečtí letci, kterým se podařilo sestřelit jeden průzkumný Fw 189 a druhý letoun stejného typu poškodit. Německým pozemním silám se však nepodařilo sestřelit ani jednu "kravku", které tak potvrzovaly robustnost konstrukce a její odolnost vůči bojovým poškozením.

## Uživatelé

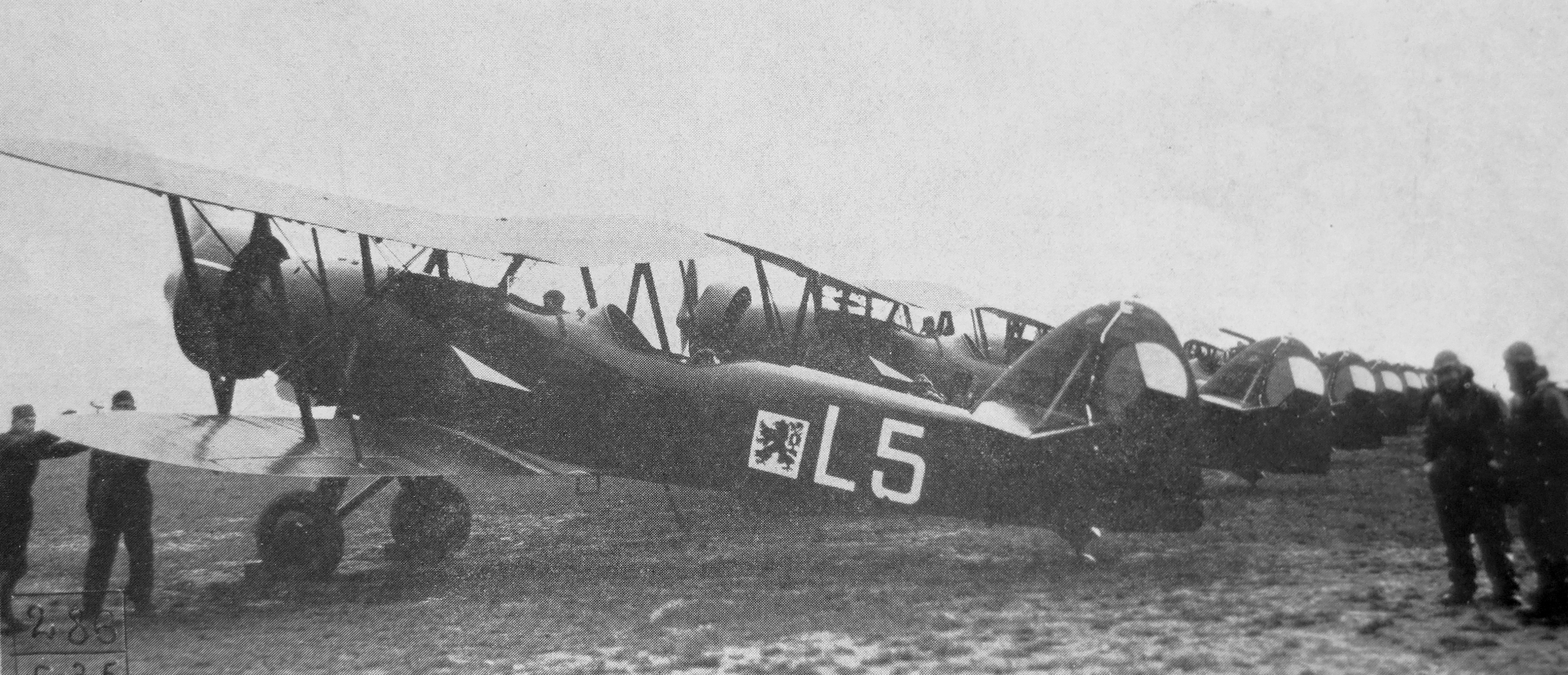
Letov Š-328

- Bulharsko
  - Bulharské letectvo
- Československo
  - Československé letectvo
  - Četnické letecké hlídky
  - Slovenské povstalecké letectvo
- Estonsko
  - Estonské vzdušné síly (Š-228)
- Německá říše
  - Luftwaffe
- Slovensko
  - Slovenské vzdušné zbraně

## Specifikace
Údaje dle platí pro variantu Š-328 s motorem Walter Pegas II-M2

### Technické údaje
- Posádka: 2 (pilot a pozorovatel/střelec)
- Rozpětí: 13,71 m
- Délka: 10,36 m
- Výška: 3,45 m
- Nosná plocha: 39,40 m²
- Vzdálenost mezi křídly: 1,76 m
- Úhel nastavení horního a spodního křídla: 1,5°
- Vzepětí horního křídla: 1,5°
- Vzepětí dolního křídla: 3,0°
- Přesun křídel: 0,80 m
- Hloubka obou křídel: 1,60 m
- Prázdná hmotnost: 1680 kg
- Max. vzletová hmotnost : 2640 kg
- Hmotnost na jednotku plochy: 70 kg/m²
- Pohonná jednotka: Walter Pegas II-M2 (licence motoru Bristol Pegasus)
- Výkon pohonné jednotky:
  - jmenovitý 520 k (382 kW) při 2000 ot/min,
  - startovací 580 k (427 kW) při 2300 ot/min,
  - max. výkon ve výšce 1900 m 610 k (449 kW)
- Vrtule: pevná, dřevěná, dvoulistá

### Výkony
- Maximální rychlost u země: 280 km/h
- Cestovní rychlost: 250 km/h
- Maximální rychlost ve 3000 m: 328 km/h
- Dolet: 700-1200 km
- Dostup: 7200 m
- Čas výstupu: 17 min na 5000 m

### Výzbroj
- 2 × kulomet vz. 30 ráže 7,92 mm ve spodním křídle (400 nábojů na zbraň)
- pohyblivý dvojkulomet vz. 30 ráže 7,92 mm na lafetě Škoda Šu-31 (12 bubnových zásobníků po 70 nábojích)
- náklad pum až do celkové hmotnosti 350–500 kg (např. 5 po 100 kg)